# Koopalings
Koopalings zijn personages uit de Mario-serie. Het zijn handlangers van Bowser. Ze werden beschouwd als de kinderen van Bowser, maar in 2015 maakte Shigeru Miyamoto bekend dat de Koopalings en Bowser niet verwant zijn en dat Bowser Jr. Bowsers enige biologische kind is.

## De Koopalings
- Larry Koopa: De jongste Koopaling, te herkennen aan zijn twee scherpe hoektanden en lichtblauwe kuif. In New Super Mario Bros. Wii duikt hij op in wereld 1, maar daar is hij heel voorspelbaar en zo ook heel gemakkelijk te verslaan.
- Morton Koopa Jr.: De grootste Koopaling, te herkennen aan de grote ster op zijn linkeroog. In New Super Mario Bros. Wii duikt hij op in wereld 4, waar hij alleen stekelballetjes van Spike gooit en niet beweegt tot hij wordt aangevallen en in New Super Mario Bros. U heeft hij geen staf maar een hamer waar hij een Pokey naar de speler toeslaat.
- Wendy O. Koopa: De lichtste Koopaling, te herkennen aan haar strik. Ze is de enige vrouw onder de Koopalings, ze is grootmoedig, vrijpostig, bazig en ziet Peach en Daisy als haar rivalen. In New Super Mario Bros. U laat ze de speler zien dat ze op het ijs ook gevaarlijk kan zijn en in New Super Mario Bros. Wii laat ze zien dat ze zwemmend ook gevaarlijk is. Het is daarom ook niet zo verrassend dat ze daarom deelneemt aan de Olympische Spelen: in Mario en Sonic op de Olympische Spelen: Rio 2016 is Wendy de nieuweling in 100 meter vrije slag, een soort van zwemmen.
- Iggy Koopa: De beweeglijkste Koopaling. Hij is te herkennen aan het brilletje. Hij en Lemmy zijn echte boezemvrienden. Iggy praat schattig, maar lacht als een maniak. In New Super Mario Bros. Wii en New Super Mario Bros. 2 wordt hij geholpen door Chain Chomp.
- Roy Koopa: De zwaarste Koopaling. Hij is te herkennen aan zijn roze zonnebril, daardoor lijkt Roy misschien vriendelijk, maar hij gooit vooral in Super Mario Bros. 3 graag zijn gewicht in de strijd, ook in New Super Mario Bros. 2 komt zijn gewicht kenmerkend voor. Daar rent hij tegen de muren, waardoor ze dichterbij schuiven. Hij heeft ook een geliefd Bullet Bill kanon.
- Lemmy Koopa: De kleinste Koopaling, hij is te herkennen aan het luie oog. In de meeste spellen staat hij op een bal waar hij andere ballen (soms zelfs bommen) gooit. De speler kan erop stuiteren. Lemmy staat bekend als de minst gevaarlijke van alle Koopalings.
- Ludwig von Koopa: De oudste Koopaling, hij is te herkennen aan het enorme bos haar. Hij is de slimste van alle Koopalings. Hij komt volwassen over, maar slooft zich soms een beetje uit, omdat hij meer gevoel voor vuur heeft dan Bowser, blijkend uit zijn trucje in New Super Mario Bros. U. Dit wordt meestal gerekend tot het slimste trucje, omdat hij twee klonen maakt en daardoor is Ludwig best moeilijk te verslaan.

## Trivia
De namen van de Koopalings komen van beroemdheden uit het muzikale genre:
- Lemmy: Lemmy Kilmister
- Iggy: Iggy Pop
- Ludwig: Ludwig von Beethoven
- Wendy: Wendy O. Williams
- Morton: Morton Downey Jr.
- Larry: Larry King / Larry Mullen Jr.
- Roy: Roy Orbison

Computerspellen waar de Koopalings in voorkomen:
- Super Mario Bros. 3 (Nintendo Entertainment System, 1988)
- Super Mario World (Super Nintendo Entertainment System, 1990)
- Yoshi's Safari (Super Nintendo Entertainment System, 1993)
- Super Mario All-Stars (Super Nintendo Entertainment System, 1994)
- Hotel Mario (Cd-i, 1996)
- Super Mario Advance (Game Boy Advance, 2001)
- Super Paper Mario (Wii, 2007)
- New Super Mario Bros. Wii (Wii, 2009)
- New Super Mario Bros. 2 (Nintendo 3DS, 2012)
- New Super Mario Bros. U (Wii U, 2012)
- New Super Luigi U (Wii U, 2013)
- Super Smash Bros. for Nintendo 3DS (Nintendo 3DS, 2014)
- Super Smash Bros. for Wii U (Wii U, 2014)
- Mario Kart 8 (Wii U, 2015)
- Mario en Sonic op de Olympische Spelen: Rio 2016 (Nintendo 3DS / Wii U, 2016)
- Mario Sports: Super Sluggers (Nintendo 3DS, 2017)
- Mario Kart 8 Deluxe (Nintendo Switch, 2017)
- Super Smash Bros. Ultimate (Nintendo Switch, 2018)
- New Super Mario Bros. U Deluxe (Nintendo Switch, 2019)
- Super Mario Maker 2 (Nintendo Switch, 2019)

Televisieseries:
- The Adventures of Super Mario Bros. 3 (televisieserie, 1990)
- Super Mario World (televisieserie, 1991)